# Влаоле
Влаоле је насеље у Србији у општини Мајданпек у Борском округу. Према попису из 2022. у насељу је било 444 становника (према попису из 2011. било је 604 становника).
Кроз Влаоле протиче река Пек.

## Демографија
Према последњем попису из 2022. године у насељу је живело 444 становника што је за 160 мање у односу на 2011. када је на попису било 604 становника. У насељу живи 402 пунолетних становника, а просечна старост становништва износи 52,77 година (51,14 код мушкараца и 54,19 код жена).
Према подацима пописа из 2022. у насељу има 193 домаћинства, а просечан број чланова по домаћинству је 2,30. а према истом попису у насељу има 379 стамбених јединица од којих је 204 насељених.
Ово насеље је углавном насељено Власима (према попису из 2022. године).
|  |

| Демографија | Демографија | Демографија |
| Година      | Становника  | Становника  |
| ----------- | ----------- | ----------- |
| 1948.       | 1.202       |             |
| 1953.       | 1.206       |             |
| 1961.       | 1.287       |             |
| 1971.       | 1.204       |             |
| 1981.       | 1.100       |             |
| 1991.       | 949         | 931         |
| 2002.       | 767         | 788         |
| 2011.       | 604         |             |
| 2022.       | 444         |             |

| Етнички састав према попису из 2002.‍ | Етнички састав према попису из 2002.‍ | Етнички састав према попису из 2002.‍ | Етнички састав према попису из 2002.‍ | Етнички састав према попису из 2002.‍ |
| ------------------------------------ | ------------------------------------ | ------------------------------------ | ------------------------------------ | ------------------------------------ |
|                                      |                                      |                                      |                                      |                                      |
| Власи                                | Власи                                |                                      | 521                                  | 67,92%                               |
| Срби                                 | Срби                                 |                                      | 172                                  | 22,42%                               |
| Румуни                               | Румуни                               |                                      | 7                                    | 0,91%                                |
| Бугари                               | Бугари                               |                                      | 2                                    | 0,26%                                |
| Југословени                          | Југословени                          |                                      | 1                                    | 0,13%                                |
| непознато                            | непознато                            |                                      | 0                                    | 0,0%                                 |

| Година пописа     | 1948. | 1953. | 1961. | 1971. | 1981. | 1991. | 2002. |
| ----------------- | ----- | ----- | ----- | ----- | ----- | ----- | ----- |
| Број домаћинстава | 253   | 262   | 302   | 357   | 288   | 258   | 261   |

| Број чланова      | 1  | 2  | 3  | 4  | 5  | 6  | 7 | 8 | 9 | 10 и више | Просек |
| ----------------- | -- | -- | -- | -- | -- | -- | - | - | - | --------- | ------ |
| Број домаћинстава | 52 | 78 | 49 | 34 | 22 | 20 | 3 | 2 | 1 | 0         | 2,94   |

| Пол    | Укупно | Неожењен/Неудата | Ожењен/Удата | Удовац/Удовица | Разведен/Разведена | Непознато |
| ------ | ------ | ---------------- | ------------ | -------------- | ------------------ | --------- |
| Мушки  | 337    | 80               | 211          | 37             | 9                  | 0         |
| Женски | 321    | 39               | 216          | 62             | 4                  | 0         |
| УКУПНО | 658    | 119              | 427          | 99             | 13                 | 0         |

| Пол    | Укупно                    | Пољопривреда, лов и шумарство | Рибарство                            | Вађење руде и камена | Прерађивачка индустрија       |
| ------ | ------------------------- | ----------------------------- | ------------------------------------ | -------------------- | ----------------------------- |
| Мушки  | 207                       | 56                            | 0                                    | 51                   | 28                            |
| Женски | 153                       | 125                           | 0                                    | 1                    | 4                             |
| УКУПНО | 360                       | 181                           | 0                                    | 52                   | 32                            |
| Пол    | Производња и снабдевање   | Грађевинарство                | Трговина                             | Хотели и ресторани   | Саобраћај, складиштење и везе |
| Мушки  | 5                         | 3                             | 3                                    | 0                    | 40                            |
| Женски | 0                         | 0                             | 3                                    | 2                    | 4                             |
| УКУПНО | 5                         | 3                             | 6                                    | 2                    | 44                            |
| Пол    | Финансијско посредовање   | Некретнине                    | Државна управа и одбрана             | Образовање           | Здравствени и социјални рад   |
| Мушки  | 0                         | 5                             | 2                                    | 4                    | 5                             |
| Женски | 0                         | 0                             | 0                                    | 9                    | 2                             |
| УКУПНО | 0                         | 5                             | 2                                    | 13                   | 7                             |
| Пол    | Остале услужне активности | Приватна домаћинства          | Екстериторијалне организације и тела | Непознато            | Непознато                     |
| Мушки  | 3                         | 0                             | 0                                    | 2                    | 2                             |
| Женски | 2                         | 0                             | 0                                    | 1                    | 1                             |
| УКУПНО | 5                         | 0                             | 0                                    | 3                    | 3                             |